# ジェイソン・マーティン (野球)
ジェイソン・マーティン（Jason Martin、1995年9月5日 - ）は、アメリカ合衆国・カリフォルニア州コロナ出身のプロ野球選手（外野手）。MLBのロサンゼルス・エンゼルス傘下所属。右投左打。

## 経歴

### アストロズ傘下時代
2013年のMLBドラフト8巡目（全体227位）でヒューストン・アストロズから指名され、6月12日にアストロズと契約を結び入団。傘下ルーキー級ガルフ・コーストリーグ・アストロズに配属された。
その後、アストロズ傘下のマイナーチームでは5年目の2017年までプレーし、最高で傘下AA級コーパスクリスティ・フックスまで昇格した。

### パイレーツ時代
2018年1月13日、ゲリット・コールとのトレードでジョー・マスグローブ・コリン・モラン・マイケル・フェリスと共にピッツバーグ・パイレーツへ移籍。同年シーズンは主に傘下AA級アルトゥーナ・カーブと傘下AAA級インディアナポリス・インディアンズでプレーした。
同年シーズン終了後に40人枠入りを果たし、2019年4月5日に故障者リスト入りしたカイル・クリックに代わってメジャー初昇格。翌6日の対シンシナティ・レッズ戦（PNCパーク）において「1番・左翼手」でメジャー初出場を果たした。この試合では1回裏のメジャー初打席でタナー・ロアークからメジャー初安打となる中前打を記録し、直後にはメジャー初盗塁となる二盗を記録した後、4番ジョシュ・ベルの適時二塁打で先制のホームを踏んだ。この試合でマーティンはメジャー初安打・初盗塁・初得点を記録することとなったが、1948年以降においてメジャー初出場の試合でこれらの記録を達成したのはアンドリュー・マカッチェン・ホセ・タバタに次いでパイレーツ史上3人目であった。
同年は最終的にメジャーで20試合に出場し、打率.250、2打点、2盗塁を記録した。グレゴリー・ポランコの故障に伴い出番を得た時期もあったが、その後マーティン自身も肩を故障し最終的には9月にシーズン終了となった。
2020年シーズンは前年オフに肩の手術を受けたこともあって7試合出場に留まり、オフにパイレーツからFAとなった。

### レンジャーズ時代
2020年12月14日にテキサス・レンジャーズとマイナー契約を結ぶ。
2021年は当初傘下AAA級ラウンドロック・エクスプレスでプレーしていたが、デビッド・ダールの負傷に伴い5月26日にメジャー昇格。当初は主に代打での出場が多かったが、シーズン終盤は左翼手のスタメンに定着した。6月12日の対ロサンゼルス・ドジャース戦（ドジャー・スタジアム）では、レンジャーズ9点リードの9回表に敗戦処理として登板していた内野手のアンディ・バーンズからメジャー初本塁打を記録した。同年はメジャーでは58試合に出場し打率.208、6本塁打、17打点を記録した。オフにFAとなった。

### ドジャース傘下時代
2021年11月23日にドジャースとマイナー契約を結ぶ。2022年シーズンは傘下AAA級オクラホマシティ・ドジャースで129試合に出場して打率.285、32本塁打、107打点の成績を残したが、メジャー昇格は果たせなかった。オフにFAとなった。

### NC時代
2022年12月3日、韓国野球委員会（KBOリーグ）のNCダイノスと契約したことが発表された。2023年シーズン終了後、NCから自由契約となった。

## 詳細情報

### 年度別打撃成績
| 年 度     | 球 団     | 試 合 | 打 席 | 打 数 | 得 点 | 安 打 | 二 塁 打 | 三 塁 打 | 本 塁 打 | 塁 打 | 打 点 | 盗 塁 | 盗 塁 死 | 犠 打 | 犠 飛 | 四 球 | 敬 遠 | 死 球 | 三 振 | 併 殺 打 | 打 率 | 出 塁 率 | 長 打 率 | O P S |
| --------- | --------- | ----- | ----- | ----- | ----- | ----- | -------- | -------- | -------- | ----- | ----- | ----- | -------- | ----- | ----- | ----- | ----- | ----- | ----- | -------- | ----- | -------- | -------- | ----- |
| 2019      | PIT       | 20    | 40    | 36    | 5     | 9     | 2        | 0        | 0        | 11    | 2     | 2     | 0        | 0     | 0     | 4     | 0     | 0     | 10    | 0        | .250  | .325     | .306     | .631  |
| 2020      | PIT       | 7     | 11    | 9     | 2     | 0     | 0        | 0        | 0        | 0     | 0     | 0     | 0        | 0     | 0     | 2     | 0     | 0     | 4     | 0        | .000  | .182     | .000     | .182  |
| 2021      | TEX       | 58    | 154   | 144   | 14    | 30    | 3        | 0        | 6        | 51    | 17    | 3     | 1        | 1     | 1     | 8     | 0     | 0     | 41    | 1        | .208  | .248     | .354     | .603  |
| 通算：3年 | 通算：3年 | 85    | 205   | 189   | 21    | 39    | 5        | 0        | 6        | 62    | 19    | 5     | 1        | 1     | 1     | 14    | 0     | 0     | 55    | 1        | .206  | .260     | .328     | .588  |

### 背番号
- 51（2019年 - 2020年)
- 50（2021年)
- 55（2023年)